# Maria Plantageneta
Maria Plantageneta (Waltham, 10 ottobre 1344 – 1º ottobre 1362) fu Duchessa consorte di Bretagna, dal 1361 alla sua morte.

## Origine
Secondo il Chronicon Angliae 1328 - 1388, Maria era figlia del re d'Inghilterra e signore d'Irlanda, Edoardo III, e della moglie, Filippa di Hainaut, che, secondo la Chronographia Johannis de Beke era figlia di Guglielmo, Conte di Hainaut (Guglielmo I) e conte d'Olanda e di Zelanda (Guglielmo III), e della moglie, Giovanna di Valois, la figlia terzogenita di Carlo di Valois e di Margherita d'Angiò nonché, come ci ricorda la Chronographia Johannis de Beke, sorella del futuro re di Francia (1328) Filippo VI.
Edoardo III d'Inghilterra, secondo il Chronicon Galfridi le Baker de Swynebroke era figlio del re d'Inghilterra, Edoardo II, e della moglie, Isabella di Francia, che secondo la Continuatio Chronici Guillelmi de Nangiaco era l'unica figlia femmina del re di Francia, Filippo IV il Bello, e della moglie, la regina di Navarra, contessa di Champagne e Brie, Giovanna I.

## Biografia
Maria nacque il 10 ottobre 1344 nel palazzo del vescovo di Whaltham, nell'Hampshire, figlia di Edoardo III d'Inghilterra e Filippa di Hainaut. Al momento della sua nascita il suo futuro marito, Giovanni già viveva nella nursery reale insieme ai fratelli e alle sorelle di Maria, tale soluzione era stata voluta da Edoardo per rafforzare le proprie pretese al trono di Francia.
Sette anni prima Filippo III di Francia aveva provato ad annettere alla corona francese il Ducato d'Aquitania un gesto questo che segna, comunemente, l'inizio della Guerra dei cent'anni, Edoardo quindi utilizzò ogni forza militare e politica ed ogni parentela acquisita o acquisibile tramite matrimonio per mettere le mani sulla corona di Francia. Nella Guerra di successione bretone Edoardo supportò il partito di Giovanni IV di Bretagna giacché una stretta alleanza fra i bretoni e gli inglesi gli avrebbe garantito libero accesso al porto di Brest per farvi entrare le proprie truppe. Quando Giovanni morì il 16 settembre 1345 sua moglie Giovanna di Fiandra prese in mano l'esercito e durante l'assedio di Rennes ella ricevette aiuto militare dagli inglesi, in cambio ella promise la mano del primogenito Giovanni a una delle figlie di Edoardo.
Dopo una serie di assedi già nel 1342 Giovanna aveva visitato l'Inghilterra e aveva lasciato il figlio Giovanni presso la corte inglese per la sua salvaguardia, egli era andato quindi nella nursery, aveva solo tre anni, e Giovanna era tornata in Francia. Il piccolo Giovanni finì sotto le cure della regina Filippa e quando rimase orfano di padre Edoardo ne divenne il guardiano. Maria venne considerata fidanzata al piccolo Giovanni fin dalla nascita e già dall'età di un anno veniva considerata come la Duchessa di Bretagna. Maria e Giovanni, di soli cinque anni maggiore di lei, passarono insieme l'infanzia fra la Torre di Londra e i palazzi di Langley, Eltham, Woodstock, Sunning, Clarendon ed altre residenze reali. Nei documenti è registrato che solo una volta Maria lasciò la corte per visitare il proprio fratello Giovanni Plantageneto, I duca di Lancaster, quando, nel 1360, ebbe dalla moglie Bianca di Lancaster il primo figlio. La sua visita tuttavia fu sicuramente abbreviata dalla morte di Enrico Plantageneto, suo congiunto, che morì di peste il 25 marzo seguente.
Maria e la sorella minore Margaret avevano poche possibilità di ricevere visite se non dai famigliari, e avevano una disponibilità economica piuttosto limitata specie se paragonata a quella degli altri fratelli e sorelle.
Maria e Giovanni si sposarono al palazzo di Woodstock attorno al 3 luglio 1361. Del matrimonio non è sopravvissuto nessun documento se non il conto dell'abito nuziale confezionato da un sarto, dono di Edoardo alla figlia. Il matrimonio di Giovanni (Johannes dux Britanniæ comes Montisfortis et Richemundiæ) e Maria (Mariam filiam regis Angliæ) viene riportato dal Chronicon Britanicum.
Il matrimonio non portò grossi cambiamenti nella vita di Maria, ella continuò a vivere presso la corte paterna con il marito anche se furono presi accordi perché, in futuro, entrambi si stabilissero in Bretagna per venire investiti formalmente del titolo di duca e duchessa. Pochi mesi dopo il matrimonio Maria cadde in preda a una malattia che la lasciava letargica e morì poco dopo il 1º ottobre 1362, più o meno quando perì anche sua sorella Margaret. Entrambe furono seppellite nell'abbazia di Abingdon.
Maria a Giovanni non diede figli.

## Ascendenza
|                               |                      |                        | Genitori                    |  |  | Nonni |  |  | Bisnonni                |  |  | Trisnonni                |  |
|                               |                      |                        |                             |  |  |       |  |  | Edoardo I d'Inghilterra |  |  | Enrico III d'Inghilterra |  |
|                               |                      |                        |                             |  |  |       |  |  | Edoardo I d'Inghilterra |  |  | Enrico III d'Inghilterra |  |
|                               |                      | Eleonora di Provenza   |                             |  |  |       |  |  | Edoardo I d'Inghilterra |  |  |                          |  |
| Edoardo II d'Inghilterra      |                      |                        |                             |  |  |       |  |  | Edoardo I d'Inghilterra |  |  |                          |  |
|                               |                      | Eleonora di Castiglia  | Ferdinando III di Castiglia |  |  |       |  |  |                         |  |  |                          |  |
|                               |                      | Eleonora di Castiglia  | Ferdinando III di Castiglia |  |  |       |  |  |                         |  |  |                          |  |
|                               |                      | Eleonora di Castiglia  | Giovanna di Dammartin       |  |  |       |  |  |                         |  |  |                          |  |
| Edoardo III d'Inghilterra     |                      | Eleonora di Castiglia  |                             |  |  |       |  |  |                         |  |  |                          |  |
|                               |                      | Filippo IV di Francia  | Filippo III di Francia      |  |  |       |  |  |                         |  |  |                          |  |
|                               |                      | Filippo IV di Francia  | Filippo III di Francia      |  |  |       |  |  |                         |  |  |                          |  |
|                               |                      | Filippo IV di Francia  | Isabella d'Aragona          |  |  |       |  |  |                         |  |  |                          |  |
| Isabella di Francia           |                      | Filippo IV di Francia  |                             |  |  |       |  |  |                         |  |  |                          |  |
|                               |                      | Giovanna I di Navarra  | Enrico I di Navarra         |  |  |       |  |  |                         |  |  |                          |  |
|                               |                      | Giovanna I di Navarra  | Enrico I di Navarra         |  |  |       |  |  |                         |  |  |                          |  |
|                               |                      | Giovanna I di Navarra  | Bianca d'Artois             |  |  |       |  |  |                         |  |  |                          |  |
| Maria Plantageneta            |                      | Giovanna I di Navarra  |                             |  |  |       |  |  |                         |  |  |                          |  |
|                               | Giovanni II d'Olanda | Giovanni d'Avesnes     |                             |  |  |       |  |  |                         |  |  |                          |  |
|                               | Giovanni II d'Olanda | Giovanni d'Avesnes     |                             |  |  |       |  |  |                         |  |  |                          |  |
|                               | Giovanni II d'Olanda | Adelaide d'Olanda      |                             |  |  |       |  |  |                         |  |  |                          |  |
| Guglielmo I, conte di Hainaut | Giovanni II d'Olanda |                        |                             |  |  |       |  |  |                         |  |  |                          |  |
|                               |                      | Filippa di Lussemburgo | Enrico V di Lussemburgo     |  |  |       |  |  |                         |  |  |                          |  |
|                               |                      | Filippa di Lussemburgo | Enrico V di Lussemburgo     |  |  |       |  |  |                         |  |  |                          |  |
|                               |                      | Filippa di Lussemburgo | Margherita di Bar           |  |  |       |  |  |                         |  |  |                          |  |
| Filippa di Hainaut            |                      | Filippa di Lussemburgo |                             |  |  |       |  |  |                         |  |  |                          |  |
|                               |                      | Carlo di Valois        | Filippo III di Francia      |  |  |       |  |  |                         |  |  |                          |  |
|                               |                      | Carlo di Valois        | Filippo III di Francia      |  |  |       |  |  |                         |  |  |                          |  |
|                               |                      | Carlo di Valois        | Isabella d'Aragona          |  |  |       |  |  |                         |  |  |                          |  |
| Giovanna di Valois            |                      | Carlo di Valois        |                             |  |  |       |  |  |                         |  |  |                          |  |
|                               |                      | Margherita d'Angiò     | Carlo II di Napoli          |  |  |       |  |  |                         |  |  |                          |  |
|                               |                      | Margherita d'Angiò     | Carlo II di Napoli          |  |  |       |  |  |                         |  |  |                          |  |
|                               |                      | Margherita d'Angiò     | Maria d'Ungheria            |  |  |       |  |  |                         |  |  |                          |  |
|                               |                      | Margherita d'Angiò     |                             |  |  |       |  |  |                         |  |  |                          |  |

### Fonti primarie
- (LA)  Recueil des historiens des Gaules et de la France. Tome 20.
- (LA, FR)  Mémoires pour servir de preuves à l´histoire ecclésiastique et civile de Bretagne, Tome I.
- (LA)  Chronicon Galfridi le Baker de Swynebroke.
- (LA)  Chronicon a Monachi Sancti Albani.
- (LA)  Chronologia Johannes de Bek.

### Letteratura storiografica
- A. Coville, "Francia: la guerra dei cent'anni (fino al 1380)", cap. XVI, vol. VI (Declino dell'impero e del papato e sviluppo degli stati nazionali) della Storia del Mondo Medievale, 1999, pp. 608–641.